# Oliver Ohmann
Oliver Ohmann (* 18. Mai 1969 in West-Berlin) ist ein deutscher Journalist und Autor.

## Leben
Nach einem Studium der Deutschen Literatur und Alten Geschichte (Magister Artium) an der FU Berlin wurde Ohmann 2001 Reporter in der Sportredaktion der B.Z. 2007 wechselte er als Chefreporter in die Lokalredaktion. Daneben schreibt er populäre Sachbücher zur Film-, Sport- und Berlin-Geschichte. Seit Januar 2022 erscheint monatlich der Geschichtspodcast Blick zurück – der History Podcast der B.Z zur Berliner Stadtgeschichte.
Oliver Ohmann stiftete 2009 gemeinsam mit einer privaten Gönnerin dem Dichter Georg Heym einen Grabstein. Seit 2015 schreibt Ohmann jedes Jahr 12 Texte zu den Fischkalendern von Frank Zander. 2019 entstand für die B.Z. mit dem Grafiker Jim Dick und Ohmanns Texten eine Weltrekord-Grafik des Berliner Fernsehturms. Das Vorwort zu Menschen am Kaiserdamm (2023) steuerte die Schauspielerin Judy Winter bei.
Ohmann ist verheiratet, hat ein Kind und lebt in Berlin-Hermsdorf und Birkenwerder.

## Bücher (Auswahl)
- Hertha BSC. Das Fotoalbum des Willy Haberstroh. Erfurt (Sutton) 2006. ISBN 978-3-89702-961-3
- Hanne Sobek. Der größte Held von Hertha BSC, Erfurt (Sutton) 2007. ISBN 978-3-86680-146-2
- Turnvater Jahn und die deutschen Turnfeste. Erfurt (Sutton) 2008. ISBN 978-3-86680-264-3
- Friedrich Ludwig Jahn: Frisch, frei, fröhlich und fromm! Erfurt (Sutton) 2009. ISBN 978-3-86680-424-1
- Heinz Rühmann und „Die Feuerzangenbowle“: Die Geschichte eines Filmklassikers. Leipzig (Lehmstedt-Verlag) 2010. ISBN 978-3-937146-98-0
- Berlin-Hermsdorf. Erfurt (Sutton) 2010. ISBN 978-3-86680-709-9
- Reinickendorf: Berliner Spaziergänge. Berlin (Elsengold-Verlag) 2019. ISBN 978-3-96201-019-5
- Unter Druck: Die Zeitungsstadt Berlin in historischen Fotografien. Berlin (Braus-Verlag) 2021. ISBN 978-3-86228-219-7
- Klappe! Eine Geschichte der Filmstadt Berlin. Berlin (Elsengold-Verlag) 2022. ISBN 978-3-96201-089-8
- Menschen am Kaiserdamm. Berlin (Bebra-Verlag) 2023. ISBN 978-3-8148-0281-7